# Evita (comédie musicale)
Pour les articles homonymes, voir Evita.
Evita est une comédie musicale britannique de Tim Rice et Andrew Lloyd Webber, inspirée de la vie d'Eva Perón et créée en 1976.

## Historique
Comme le précédent hit du duo, Jesus Christ Superstar, Evita est d'abord un album discographique sorti en 1976 avec Julie Covington dans le rôle-titre,  Paul Jones (Perón) et Colm Wilkinson (Che). Le titre Don't Cry for Me Argentina se classe numéro 1 dans les charts au Royaume-Uni en février 1977. Le single remporte un succès semblable à l'international. Another Suitcase in Another Hall est aussi un succès.  En Grande-Bretagne, Australie, Afrique du Sud,  Amérique du Sud et diverses parties de l'Europe, les ventes d'Evita surpassent celles de Jesus Christ Superstar. En revanche, l'album n'atteint pas le même succès aux États-Unis.
La version scénique est créée dans le West End au Prince Edward Theatre le 21 juin 1978 dans une mise en scène d'Harold Prince, avec Elaine Paige dans le rôle-titre,  Julie Covington n'ayant pas souhaité reprendre le rôle sur scène. Le rôle de Che est tenu par le chanteur pop David Essex et Peron par Joss Ackland. La création américaine a lieu à Broadway l'année suivante avec Patti LuPone (Evita), Mandy Patinkin (Che), et Bob Gunton (Perón).
Une adaptation cinématographie est envisagée avec Ken Russell à la réalisation, Barbra Streisand ou Liza Minnelli dans le rôle d'Evita et Barry Gibb ou Barry Manilow dans le rôle de Che. Le projet ne se concrétise toutefois qu'en 1996 avec le film homonyme d'Alan Parker, mettant en vedette Madonna et Antonio Banderas.

## Fiche technique
- Titre original : Evita
- Livret : Tim Rice
- Lyrics : Tim Rice
- Musique : Andrew Lloyd Webber
- Mise en scène : Harold Prince
- Chorégraphie : Larry Fuller
- Direction musicale : Milton Greene
- Orchestrations : Andrew Lloyd Webber]
- Décors et costumes : Timothy O'Brien et Tazeena Firth
- Lumières : David Hersey
- Producteur : Robert Stigwood
- Dates de première :
  - Londres : 21 juin 1978 (Prince Edward Theatre)[1]
  - Broadway : 25 septembre 1979 (Broadway Theatre)
- Dates de dernière : 
  - Londres : 18 février 1986
  - Broadway : 26 juin 1983
- Nombre de représentations consécutives :
  - Londres : 3 176
  - Broadway : 1 567

## Distribution originale
Album (1976)
- Paul Jones : Juan Perón
- Julie Covington : Eva Perón
- Colm Wilkinson : Che, le narrateur
- Barbara Dickson : la maîtresse de Perón
- Tony Christie : Agustín Magaldi

Londres (1977)
- Joss Ackland : Perón
- Elaine Paige : Eva Perón
- David Essex : Che
- Siobhán McCarthy : la maîtresse de Perón
- Mark Ryan : Magaldi

Broadway (1979)
- Bob Gunton : Perón
- Patti LuPone : Eva Perón
- Mandy Patinkin : Che
- Jane Ohringer : la maîtresse de Perón
- Mark Syers : Magaldi
- Seda Azarian, Dennis Birchall, Peppi Borza, Tom Carder, Robin Cleaver, Anny De Gange, Mark East, Teri Gill, Carlos Gorbea, Pat Gorman, Rex David Hays, Michael Lichtefeld, Carol Lugenbeal, Paula Lynn, Morgan MacKay, Peter Marinos, Sal Mistretta, Jack Neubeck, Marcia O'Brien, Nancy Opel, Davia Sacks, James Sbano, David Staller, Michelle Stubbs, Robert Tanna, Clarence Teeters, Susan Terry, Phillip Tracy, David Vosburgh, Mark Waldrop, Sandra Wheeler, Brad Witsger, John Leslie Wolfe, Nancy Wood, John Yost : ensemble
- Megan Forste, Bridget Francis, Nicole Francis, Michael Pastryk, Christopher Wooten : enfants

Reprise à Londres (2006)
Le 2 juin 2006, la première grande production londonienne d'Evita depuis la fermeture de l'originale 20 ans plus tôt a ouvert ses portes dans le West End à l'Adelphi Theatre. Mise en scène par Michael Grandage, l'actrice argentine Elena Roger a fait ses débuts dans le rôle d'Eva, tandis que Philip Quast est apparu dans le rôle de Perón avec Matt Rawle dans celui de Che. Son livret comprenait « You Must Love Me », écrit pour le film de 1996, mais qui n'avait pas encore été inclus dans une production scénique en langue anglaise. La production a reçu des critiques très positives, mais les ventes de billets ont été lentes, ce qui a entraîné sa fermeture le 26 mai 2007 après une diffusion de moins d'un an. Quast et Roger ont été nommés respectivement pour le meilleur acteur dans une comédie musicale et la meilleure actrice dans une comédie musicale pour leurs performances aux Laurence Olivier Awards 2007.
Reprise à Broadway (2012)
Une reprise du spectacle à Broadway, inspirée de la production du West End de 2006, a été présentée au Marquis Theatre. Elle mettait en scène Elena Roger dans le rôle-titre, Ricky Martin dans celui du Che, Michael Cerveris dans celui de Perón, Max von Essen dans celui de Magaldi (il était également la doublure de Ricky Martin) et Rachel Potter dans celui de la Maîtresse. Christina DeCicco alternait avec Roger dans le rôle d'Eva. Michael Grandage a de nouveau mis en scène la production avec une chorégraphie de Rob Ashford, des décors et costumes de Christopher Oram et des lumières de Neil Austin. La reprise a été produite par Hal Luftig et Scott Sanders. Les avant-premières ont commencé le 12 mars 2012 et l'ouverture officielle a eu lieu le 5 avril 2012. La production a été nommée pour trois Tony Awards, dont celui de la meilleure reprise d'une comédie musicale lors de la 66e cérémonie des Tony Awards. Elle a pris fin le 26 janvier 2013 après 337 représentations et 26 avant-premières.
Reprise à Londres (2025)
Une reprise dans le West End, inspirée de la production de 2019 au Regent's Park Open Air Theatre, est actuellement jouée au London Palladium du 14 juin au 6 septembre 2025, avec une ouverture officielle le 1er juillet. Jamie Lloyd est le metteur en scène de cette reprise. Rachel Zegler fait ses débuts dans le West End dans le rôle d'Eva pour l'intégralité de l'été,, rejointe par Diego Andres Rodriguez, qui a fait ses débuts dans le West End dans le rôle de Che. Parmi les autres membres annoncés de la distribution figurent James Olivas dans le rôle de Juan Perón, Aaron Lee Lambert dans celui d'Agustín Magaldi et Bella Brown dans celui de la Maîtresse/Eva alternative.

## Numéros musicaux

### Acte I
- A Cinema in Buenos Aires; July 26, 1952 - Compagnie
- Requiem for Evita -  Compagnie
- Oh What a Circus - Che et compagnie
- On This Night of a Thousand Stars - Magaldi
- Eva Beware of the City - Magaldi, Eva et famille
- Buenos Aires - Eva Perón et danseurs
- Goodnight and Thank You - Che, Eva et amants
- The Art of the Possible - Perón, Eva et colonels
- Charity Concert - la compagnie
- I'd Be Surprisingly Good for You - Eva et Perón
- Another Suitcase in Another Hall - la maîtresse de Perón
- Perón's Latest Flame - Che, Eva et compagnie
- A New Argentina - Eva, Perón, Che et  compagnie

### Acte II
- On the Balcony of the Casa Rosada - Perón, Che et compagnie
- Don't Cry for Me Argentina - Eva
- High Flying Adored - Che et Eva
- Rainbow High - Eva et habilleurs
- Rainbow Tour - Che, Eva, Perón et péronistes
- The Actress Hasn't Learned (the Lines You'd Like to Hear) - Eva, Che et compagnie
- And the Money Kept Rolling In (and Out) - Che et compagnie
- Santa Evita - Children and Workers
- Waltz for Eva and Che - Eva et Che
- She is a Diamond - Perón et officiers
- Dice Are Rolling - Perón et Eva
- Eva's Final Broadcast - Eva et Che
- Montage - Compagnie
- Lament - Eva et Che